# Bachtsjisarajski fontan
Bachtsjisarajski fontan (Russisch: Бахчисарайский фонтан) is een film uit 1909 van regisseur Jakov Protazanov. De film is gebaseerd op het gedicht van Aleksandr Poesjkin, De fontein van Bachtsjisaraj. De film is waarschijnlijk definitief verloren gegaan.

## Rolverdeling
| Acteur               | Personage |
| -------------------- | --------- |
| Vladimir Sjaternikov |           |
| Maria Koroljova      |           |
| Alexei Moeravin      | de vizier |
| Jelizaveta Oevarova  |           |